# Axel Broström

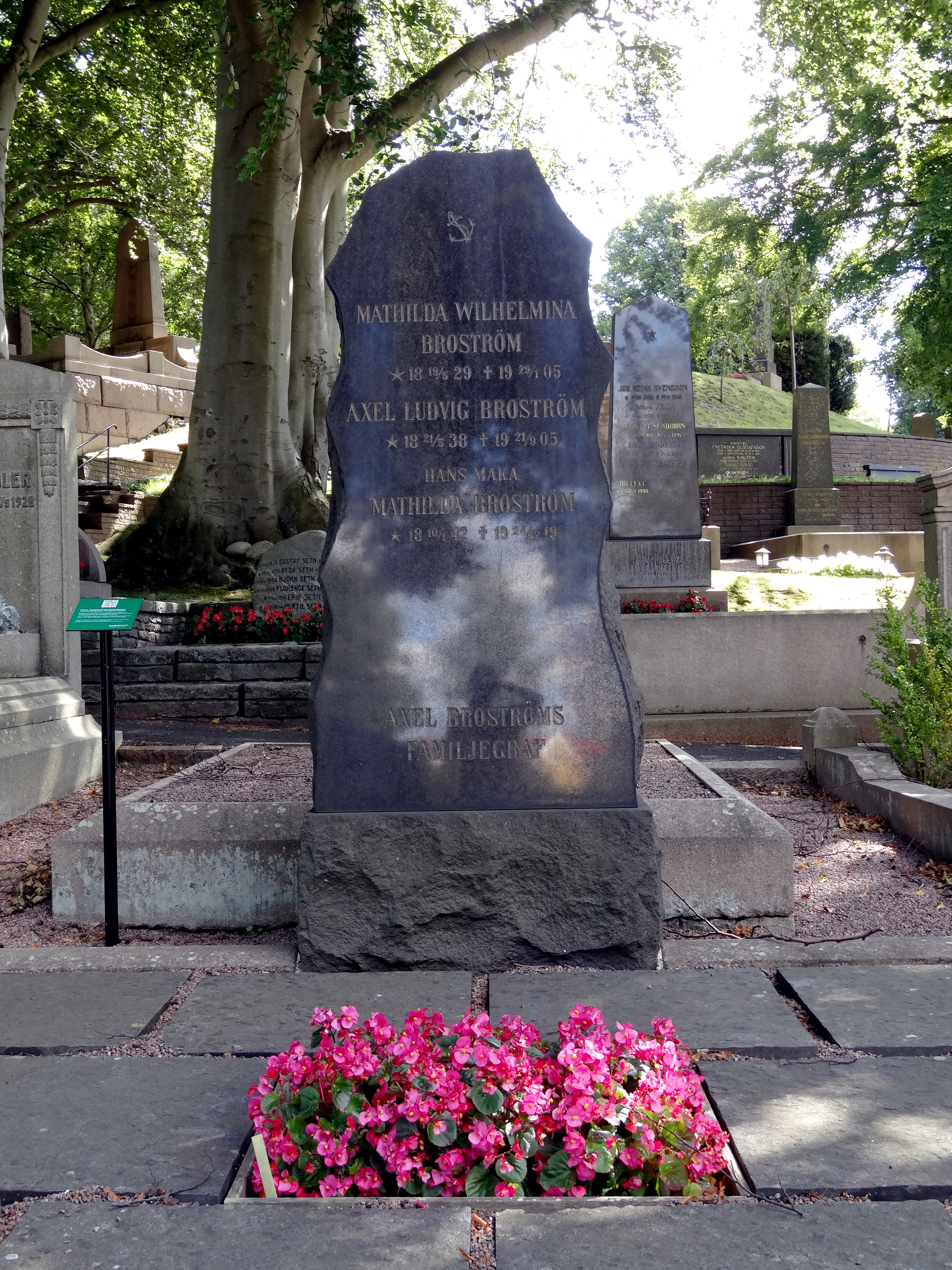
Axel Broströms gravvård på Östra kyrkogården i Göteborg.

Axel Ludvig Broström, född 21 maj 1838 på Hassels gård i Kristinehamn, död 21 september 1905, var en svensk skeppsredare.
Broström började bedriva sjöfart 1865 med vänergaleasen Mathilda, tidigare ägd av kammarherren Olof Nordenfeldt d.y.. I maj 1867 började han som skeppare, då han förvärvade sitt andra skepp slupen Elisa på 22 läster. Mellan åren 1867 och 1881 var Broström befälhavare ombord på olika fartyg.
I oktober 1882 flyttade han till Göteborg, Andra Långgatan 57 i hörnet vid Johannesplatsen. Redan året därpå flyttade familjen vidare till en femrumslägenhet vid Pusterviksgatan 11 där verksamheten även hade sitt kontor i det så kallade Broströmska huset. År 1899 köpte Axel Broström hela fastigheten och här hade rederiet sitt huvudkontor fram till 1907 med undantag för åren 1886-1887.
Den 25 juli 1890 bildade han Ångfartygs AB Tirfing, vilket senare blev moderbolag i Broströmskoncernen.
Axel Broström var far till redaren Dan Broström.

## Familj
Hans farfars farfar, var stamfadern Ingvall, född omkring 1650 och ägare till en gård i Brobyn, Värmland. Broströms far hette Lars Ingvallsson (1767–1841), som 1790 till Kristinehamn där han 1796 tog sig namnet Broström efter hembyn och blev stadsfogde. Modern hette Maria, född Jansdotter (avliden 1854). 
Axel Broström gifte sig 1864 med Mathilda Olsdotter, född 10 januari 1843 i Ölme i Värmland; hennes far var Olof Olsson från Sandbacken.

De fick fyra barn: Johan Ludvig, född 20 januari 1865, som omkom i en drunkningsolycka i Göteborgs hamn den 4 juli 1874, Daniel "Dan", Elin Mathilda, född 4 november 1871, och Maria Katarina, född 4 januari 1878.
Axel Broström ligger begraven på Östra kyrkogården, Göteborg.